# Bismarckdenkmal (Halle)

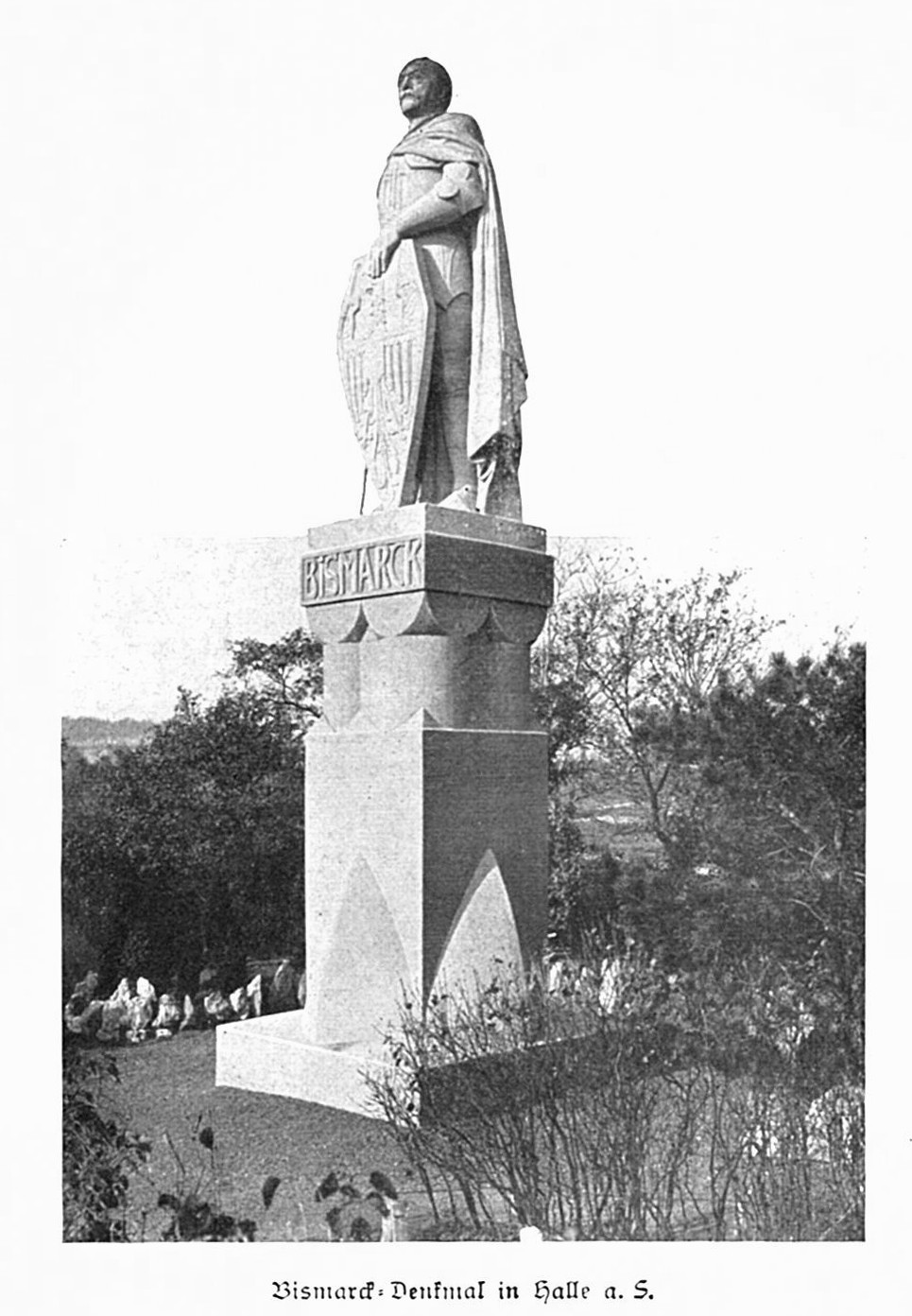
Bismarckdenkmal Halle (1915)

Das Bismarckdenkmal war eine überlebensgroße Statue Otto von Bismarcks in Halle (Saale).

## Geschichte
Die Stadt Halle erhielt nach der Reichsgründung von 1871 mehrere große Gedenkanlagen für die Kriege, die zur Bildung des Deutschen Reichs geführt hatten, darunter insbesondere die Siegessäule (1872) und der Siegesbrunnen (1878). In der Folgezeit widmete man sich vermehrt dem Personenkult und errichtete das Zwei-Kaiser-Denkmal (1890), das Kaiser-Wilhelm-Denkmal (1901) und schließlich das Bismarckdenkmal im 1900 eingemeindeten Ortsteil Kröllwitz. Keines dieser Denkmäler ist erhalten geblieben.
In Kröllwitz hatte der Hallische Verschönerungsverein auf den Felsen umfassende Neupflanzungen vorgenommen und so das Saaletal begrünt. Oberhalb des Amselgrundes – zwischen der Bergschenke und den Kreuzer Teichen – hatte der Verein bereits 1885 ein Denkmal für seinen ehemaligen Vorsitzenden Hermann Fiebiger errichtet. In der Folgezeit vergrößerte sich die Bergschenke und schuf im Jahr 1895 am Hang einen Pagodenturm. In der Nähe dieses Pagodenturms entstand auf dem Bergschenkenfelsen im Jahr 1907 das Bismarckdenkmal nach den Entwürfen von Paul Juckoff. Es wurde am 21. Juni 1907 eingeweiht und war im Saaletal deutlich zu sehen. Der Pagodenturm beeinträchtigte aber nach Ansicht einiger dennoch die Wirkung des Denkmals und wurde daher im Jahr 1917 abgerissen.
Das Denkmal selbst hatte allerdings ebenfalls nur eine kurze Lebensdauer, denn es erwies sich nicht als winterfest. Während des Winters 1917/1918 fiel die Hand mit dem Schwert wohl durch Frostsprengung ab und so galt das Denkmal dem Stadtrat als „Verunstaltung des Landschaftsbilds“. Zudem war es kein offizielles Werk der Stadt Halle, die Bismarck bereits im Kaiserdenkmal integriert hatte, sondern wurde von den Besitzern des Grundstücks ermöglicht. Es gehörte aber mittlerweile der Stadt und diese weigerte sich, das Denkmal reparieren zu lassen und ließ im Mai 1922 verlauten, dass sie schon mehrfach beschlossen habe, das Denkmal entfernen zu lassen und es bisher nur an der Umsetzung gescheitert sei. Eine Sammlung für die Wiederherstellung, die bereits begonnen wurde, sei daher zwecklos. Eine Reparatur scheint aber erfolgt zu sein, denn im Jahr 1927 soll die Hand mit dem Schwert erneut abgefallen sein. Zudem galt nun auch der Kopf als absturzgefährdet.
Die Kontroverse wurde bis zum Dezember 1928 fortgeführt, als die bürgerlichen Fraktionen der Stadtverordnetenversammlung den Antrag stellten, auf den Abbruch zu verzichten und sich auch mehrere Vereine dagegen aussprachen. Insbesondere forderte man aber adäquaten Ersatz. Dieser Ersatz wurde unter bestimmten Bedingungen zugesagt. Der Abriss erfolgte im Jahr 1929.
Trotz der offensichtlichen Mängel des Denkmals führte der Abriss zum Groll des Künstlers gegen die Vertreter der Burg, denen er unterstellte, den Abriss herbeigeführt zu haben und die er in der Folge wiederholt öffentlich kritisierte.

## Beschreibung
Das Denkmal bestand aus einem Postament und der eigentlichen Statue. Sie zeigte Bismarck überlebensgroß als mittelalterlichen Recken mit dem abgestellten Reichsschild, gehalten von der linken Hand, und einem Schwert in der rechten Hand. Der neun Jahre zuvor verstorbene Reichskanzler sollte hier als Wächter dargestellt werden trug eine Ritterrüstung mit Umhang, wurde also der Zeit entrückt. Die Darstellung war somit deutlich vom Hamburger Bismarckdenkmal inspiriert. Die Figur bestand aus Sandstein, der Sockel hingegen aus Granit. Zudem wurde eine kleine Bastei vor dem Denkmal aufgemauert. Auch bei der Bismarckfigur am Rathaus von Artern, die ebenfalls 1907 entstand, wählte Juckoff diese Mischform aus Roland und der realen Person Bismarcks.
Da man bei dem Denkmal insbesondere auf die Fernwirkung abzielte, wurde es in den Details einfacher gehalten. Die Gesamthöhe betrug 13,5 Meter, wovon 6,8 Meter auf die Plastik entfielen. Der Sockel war von Stützen umstellt und tief in den Porphyrfelsen gehauen. Insgesamt bestand das Denkmal aus 17 Teilen. Dies trug sicher zum Zerfall bei. Das Postament erinnerte entfernt an Bismarcktürme des Typs Götterdämmerung, da bei diesen – etwa beim nahen Bismarckturm auf dem Petersberg aus dem Jahr 1902 – jeweils vier Eckpfeiler integriert wurden, die beim halleschen Bismarckdenkmal nur angedeutet wurden. Das Postament bestand somit aus einem Fundamentsockel, auf dem ein von Strebepfeilern gestützter Quaderblock senkrecht stand, der von vier Rundpfeilern bekrönt war. Auf diesen Rundpfeilern ruhte der Denkmalsockel, der auf einer Banderole die Inschrift Bismarck trug. Unterhalb der Banderole befanden sich vier Kapitelle.